# Estação San Miguel
A Estação San Miguel é uma das estações do Metrô de Santiago, situada em Santiago, entre a Estação El Llano e a Estação Lo Vial. Faz parte da Linha 2.
Foi inaugurada em 21 de dezembro de 1978. Localiza-se no cruzamento da Gran Avenida com a Rua Curiñanca. Atende a comuna de San Miguel.